# Jean Négroni
Jean Négroni (4 de diciembre de 1920 – 28 de mayo de 2005) fue un actor teatral, cinematográfico y televisivo de nacionalidad francesa.

## Biografía
Nacido en Constantina, Argelia,
Jean Négroni recibió educación teatral de Albert Camus, y trabajó con Jean Vilar en el Teatro Nacional Popular y en el Festival de Aviñón. Fue fundador en 1968 de la Maison des arts et de la Culture de Créteil, que dirigió hasta el año 1978.
La carrera de Jean Négroni fue marcada por su interpretación de Maximilien Robespierre, tanto en la televisión – en el episodio La Terreur et la Vertu de La caméra explore le temps – como en el teatro bajo la dirección de Robert Hossein. También fue narrador en el film de Chris Marker La Jetée en 1962, y en la obra de Pierre Henry L’Apocalypse de Jean en 1968.
Jean Négroni falleció en L'Île-Rousse, Francia, en el año 2005.

## Teatro

### Actor
- Le Retour de l'enfant prodigue, de André Gide
- Viaje al fin de la noche, a partir de Louis-Ferdinand Céline, compagnie des Sept de Jean Vilar
- 1945 : Asesinato en la catedral, de T. S. Eliot, escenografía de Jean Vilar, Compagnie des Sept, Théâtre du Vieux-Colombier
- 1946 : Le Bar du crépuscule, de Arthur Koestler, escenografía de Jean Vilar, Compagnie des Sept, Théâtre Moncey
- 1947 : L'Histoire de Tobie et de Sara, de Paul Claudel, escenografía de Maurice Cazeneuve, Festival de Aviñón
- 1947 : Ricardo II, de William Shakespeare, escenografía de Jean Vilar, Festival de Aviñón
- 1948 : La Mort de Danton, de Georg Büchner, escenografía de Jean Vilar, Festival de Aviñón
- 1948 : Ricardo II, de Shakespeare, escenografía de Jean Vilar, Festival de Aviñón
- 1948 : Shéhérazade, de Jules Supervielle, escenografía de Jean Vilar, Festival de Aviñón, Théâtre Edouard VII
- 1949 : Ricardo II, de William Shakespeare, escenografía de Jean Vilar, Festival de Aviñón
- 1949 : El Cid, de Pierre Corneille, escenografía de Jean Vilar, Festival de Aviñón
- 1949 : Edipo, de André Gide, escenografía de Jean Vilar, Festival de Aviñón
- 1951 : La Calandria, de Bernardo Dovizi, escenografía de René Dupuy, Festival de Aviñón
- 1951 : El Cid, de Pierre Corneille, escenografía de Jean Vilar, Festival de Aviñón
- 1951 : Le Prince de Hombourg, de Heinrich von Kleist, escenografía de Jean Vilar, Festival de Aviñón
- 1951 : Madre Coraje y sus hijos, de Bertolt Brecht, escenografía de Jean Vilar, Théâtre de la Cité-Jardins (Suresnes)
- 1952 : El avaro, de Molière, escenografía de Jean Vilar, Théâtre de Chaillot y Festival de Aviñón
- 1952 : Nucléa, de Henri Pichette, escenografía de Gérard Philipe y Jean Vilar, Teatro Nacional Popular y Théâtre de Chaillot
- 1952 : Le Prince de Hombourg, de Heinrich von Kleist, escenografía de Jean Vilar, Festival de Aviñón
- 1952 : Lorenzaccio, de Alfred de Musset, escenografía de Gérard Philipe, Festival de Aviñón
- 1957 : L'Équipage au complet, de Robert Mallet, escenografía de Henri Soubeyran, Comédie de Paris
- 1959 : Le Crapaud-buffle, de Armand Gatti, escenografía de Jean Vilar, théâtre Récamier
- 1963 : Bodas de sangre, de Federico García Lorca, escenografía de Bernard Jenny, Théâtre du Vieux-Colombier
- 1966 : Le Grand Cérémonial, de Fernando Arrabal, escenografía de Georges Vitaly, Théâtre des Mathurins
- 1967 : Partage de midi, de Paul Claudel, escenografía de Jean-Louis Barrault, Théâtre des Célestins
- 1972 : El misántropo, de Molière, escenografía de Jean Négroni, Maison des arts et de la culture de Créteil
- 1977 : Pauvre Assassin de Pavel Kohout, escenografía de Michel Fagadau, Théâtre de la Michodière
- 1979 : Danton et Robespierre, de Alain Decaux, Stellio Lorenzi y Georges Soria, escenografía de Robert Hossein, Palacio de Congresos de París
- 1980 : Le Conte d'hiver, de William Shakespeare, escenografía de Jorge Lavelli, Festival de Aviñón y Théâtre de la Ville
- 1987 : Británico, de Jean Racine, escenografía de Jean Leuvrais, Théâtre Silvia-Monfort
- 1988 : La Liberté ou la Mort, a partir de Danton et Robespierre, de Alain Decaux, Stellio Lorenzi y Georges Soria, escenografía de Robert Hossein, Palacio de Congresos de París
- 2001 : Marie Hasparren, de Jean-Marie Besset, escenografía de Jacques Rosner, Théâtre 14 Jean-Marie Serreau y espace Cardin

### Director
- Le Grand Cérémonial de Fernando Arrabal
- Les Chaises, de Eugène Ionesco
- 1953 : Le Chevalier de neige, de Boris Vian
- 1956 : Comme avant, mieux qu'avant, de Luigi Pirandello, Théâtre de Paris
- 1957 : Satire en trois temps, quatre mouvements, de Robert Mallet, Comédie de Paris
- 1958 : L'Étrangère dans l'île, de Georges Soria, Teatro de los Campos Elíseos
- 1959 : Mascarin, de José-André Lacour, Théâtre Fontaine
- 1959 : Los forjadores de imperios, de Boris Vian, Théâtre Récamier
- 1971 : Dieu aboie-t-il ?, de François Boyer, Théâtre des Mathurins
- 1972 : El misántropo, de Molière, Maison des arts et de la culture de Créteil
- 1972 : Cet animal étrange, de Gabriel Arout, Théâtre La Bruyère
- 1972 : Los justos, de Albert Camus, Maison des arts et de la culture de Créteil
- 1975 : Le Prince de Hombourg, de Heinrich von Kleist, Maison des arts et de la culture de Créteil
- 1986 : Romeo y Julieta, de William Shakespeare
- 2002 : Kindertransport, de Diane Samuels, Théâtre Rachi (París)

## Filmografía

### Cine
- 1941 : Premier Rendez-vous, de Henri Decoin
- 1942 : Les Inconnus dans la maison, de Henri Decoin
- 1942 : Les Cadets de l'océan, de Jean Dréville
- 1946 : Patrie, de Louis Daquin
- 1957 : Un certain monsieur, de René Jolivet
- 1960 : L'Enclos, de Armand Gatti
- 1964 : La Cage de verre, de Jean-Louis Levi-Alvarès y Philippe Arthuys
- 1965 : La Dame de pique, de Léonard Keigel
- 1966 : ¿Arde París?, de René Clément
- 1966 : Hasta el último aliento, de Jean-Pierre Melville
- 1972 : Jean Vilar, une belle vie, de Jacques Rutman
- 1975 : L'Alpagueur, de Philippe Labro
- 1977 : Pourquoi ?, de Anouk Bernard
- 1979 : I... comme Icare, de Henri Verneuil
- 1979 : Noces de sève, de Philippe Arthuys

Cortometrajes
- 1960 : Le Sourire, de Serge Bourguignon
- 1963 : La Demoiselle de cœur, de Philippe Arthuys
- 1964 : La Journée de Pernette, de Alain Saury
- 1965 : Le Dernier Matin d'Alexandre Pouchkine, de Maurice Fasquel
- 1965 : Évariste Galois, de Alexandre Astruc
- 1968 : Mario Prassinos, de Lucien Clergue
- 1970 : Un temps pour la mémoire, de Georges Plessis
- 1991 : Céleste, de Laurent Tuel

### Televisión
- 1963 : La Première Légion, de Gilbert Pineau
- 1964 : Rocambole, de Jean-Pierre Decourt, episodio Les Étrangleurs
- 1977 : Richelieu, de Jean-Pierre Decourt
- 1978 : Messieurs les jurés
  - L'Affaire Montigny, de André Michel
  - L'Affaire Moret, de André Michel
- 1983 : Les Enquêtes du commissaire Maigret, episodio La Colère de Maigret, de Alain Levent
- 1984 : Irène et Fred, de Roger Kahane
- 1984 : Marie Pervenche, de Claude Boissol, episodio Un Hérisson dans la tête
- 1988 : Les Enquêtes du commissaire Maigret : La morte qui assassina, de Youri
- 1988 : Les Enquêtes du commissaire Maigret, episodio L'Homme de la rue, de Jean Kerchbron

## Actor de voz
A lo largo de su carrera como actor de voz, Négroni fue narrador de numerosos documentales, películas, cortometrajes y programas televisivos, doblando también a los siguientes actores:
Philip Baker Hall, James Bolam, Philip Bosco, Peter Graves, Charlton Heston, Bernard Hill, Trevor Howard, Ben Kingsley, Sihung Lung, Patrick McGoohan, Peter O'Toole, Austin Pendleton, Cliff Robertson, Maximilian Schell y Gian Maria Volontè.